# Днепровский каскад ГЭС

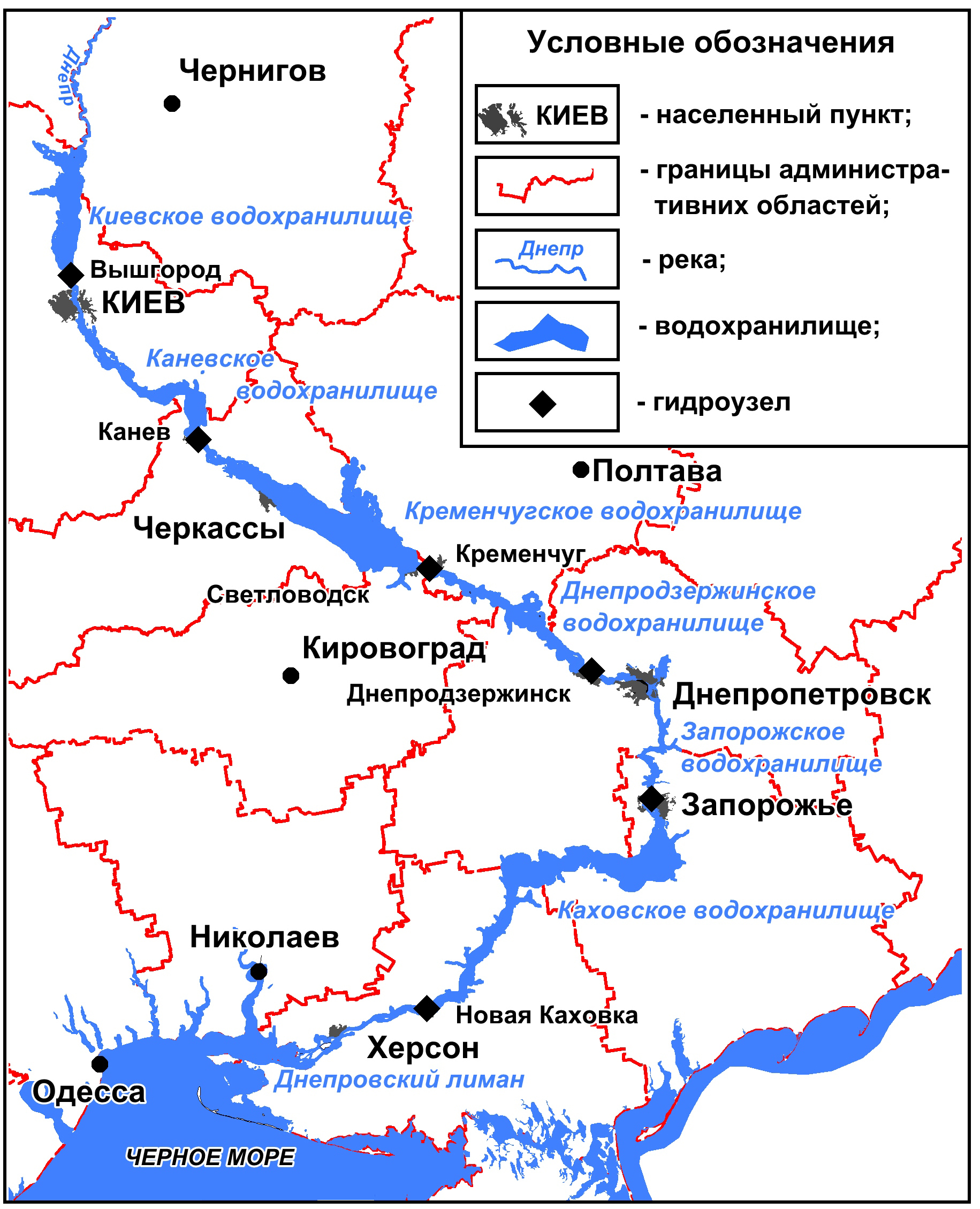
Каскад днепровских ГЭС и водохранилищ

Днепровский каскад ГЭС (укр. Дніпровський каскад ГЕС) — комплекс ГЭС и ГАЭС в Украине в речном бассейне Днепра.

## Описание

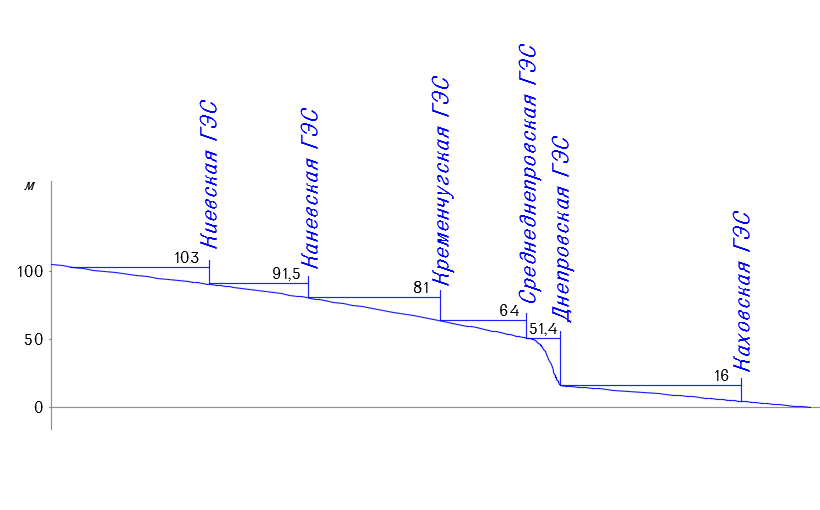
Днепровский каскад ГЭС (продольный профиль)

Суммарная мощность станций составляет 3985 МВт, а выработка первичной электроэнергии в среднегодовом размере — 10,093 млрд кВт·ч. Все электростанции принадлежат ОАО «Укргидроэнерго».
В каскад входят следующие электростанции:
- Киевская ГЭС (г. Вышгород),
- Киевская ГАЭС,
- Каневская ГЭС (г. Канев),
- Каневская ГАЭС (строящаяся)
- Кременчугская ГЭС (г. Светловодск),
- Среднеднепровская ГЭС (г. Каменское),
- Днепровская ГЭС (г. Запорожье),
- Каховская ГЭС (г. Новая Каховка; разрушена),
- Каховская ГЭС-2 (строящаяся).

Наибольшая среди них — Днепровская ГЭС мощностью 1569 МВт.
- Общая площадь водохранилищ — 6950 км²;
- Полный объём аккумулированной воды — 43,8 км³.

Водохранилища:
- Киевское водохранилище,
- Каневское водохранилище,
- Кременчугское водохранилище,
- Каменское водохранилище,
- Днепровское водохранилище,
- Каховское водохранилище.

## История строительства
Общая длина Днепра 2201 км. Из общей протяженности русла Днепра 981 км, что протекает по территории Украины, в природном состоянии сохранилось 100 км. Остальные — зарегулированы каскадом днепровских водохранилищ: Киевским, Каневским, Кременчугским, Каменским, Днепровским, Каховским с общей площадью водного зеркала 6 950 км² и полным объёмом 43,8 км³ воды, что соответственно составляет 94,7 и 90,8 % от общего количества всех больших водохранилищ Украины.
Массовые проектные и практические строительные работы на Днепре начались в 1928 году, после начала сооружения ДнепроГЭС, а с ней и целого ряда гидроузлов. Эта работа многотысячного коллектива проектантов и строителей завершилась в 1980 году. За это время река Днепр от государственной границы с Республикой Беларусь до Каховки была превращена в каскад водохранилищ.
Во время Великой Отечественной войны ДнепроГЭС была разрушена, а в 1944—1950 годах — восстановлена. В 1969—1975 годах была введена вторая очередь станции — ДнепроГЭС-2.
Каховскую ГЭС построили второй — в 1950—1956 годах, за ней — Кременчугскую — в 1954—1960, Днепродзержинскую (Среднеднепровскую) — в 1956—1964, Киевскую — в 1960—1968, и в 1964—1975 годах Каневская ГЭС завершила Днепровский каскад.
6 июня 2023 года произошло разрушение Каховской ГЭС в ходе российского вторжения на Украину. В результате затоплены значительные территории ниже по течению Днепра.

Фотогалерея
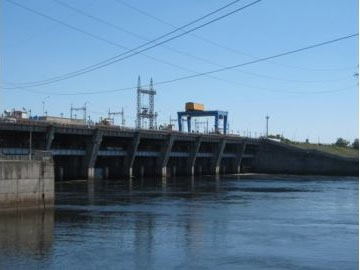
Киевская ГЭС
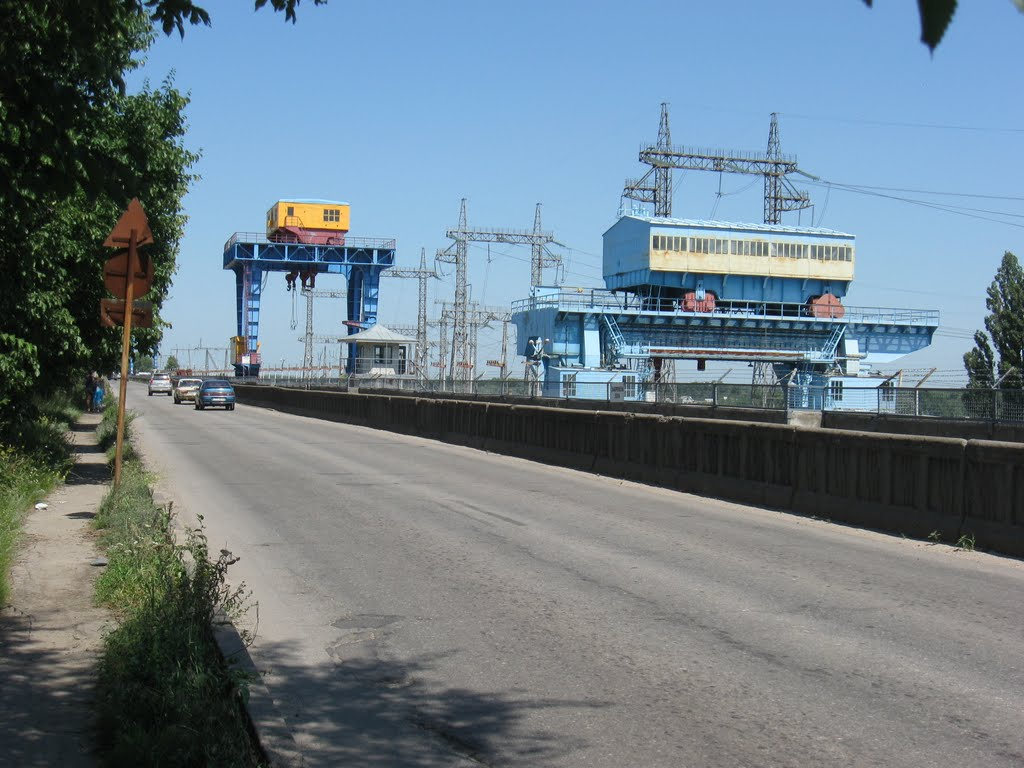
Кременчугская ГЭС
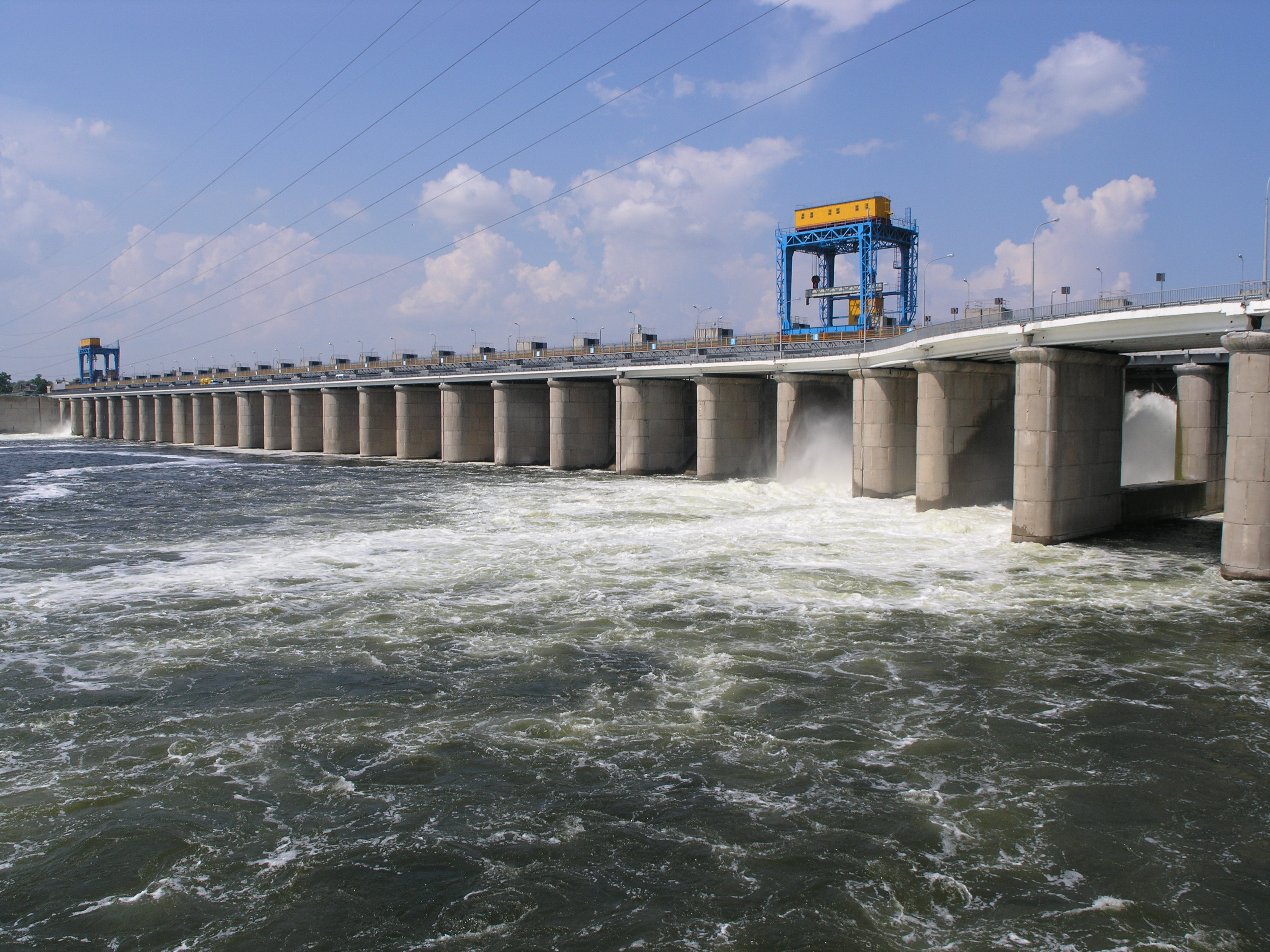
Каховская ГЭС